# Шарканский район
Шарка́нский район (удм. Шаркан ёрос) — административно-территориальная единица и упразднённое муниципальное образование (муниципальный район) в Удмуртской Республике Российской Федерации.
Административный центр — село Шаркан.
Законом Удмуртской Республики от 28 апреля 2021 года № 36-РЗ Шарканский район и входившие в его состав сельские поселения к 21 мая 2021 года преобразованы в муниципальный округ (слово район в официальном названии сохранено).

## Физико-географические сведения
Район расположен в восточной части республики и граничит с Дебёсским, Игринским, Якшур-Бодьинский и Воткинским районами, а также с Пермским краем на востоке. Район расположен на Тыловайской возвышенности. По территории района протекают реки — Шаркан, Ита, Вотка и другие.
Площадь района — 1404,49 км². Лесистость района 34,1 %, при средней по Удмуртии — 46,8 %.

## История
Район образован 15 июля 1929 года из 15 сельсоветов Шарканской, Сосновской и Тыловайской волостей Ижевского уезда. В 1956 году в связи с упразднением Тыловайского района, в состав Шарканского района были переданы три его сельсовета. 1 февраля 1963 года район был ликвидирован, а его территория включена в состав Воткинского сельского района, но уже через два года 12 января 1965 года Шарканский район восстановлен.

## Население
| 1959    | 1970    | 1979    | 1989    | 2002    | 2009    | 2010    | 2011    | 2012    |
| ------- | ------- | ------- | ------- | ------- | ------- | ------- | ------- | ------- |
| 31 055  | ↘28 163 | ↘22 813 | ↘21 487 | ↘21 384 | ↗21 423 | ↘19 100 | ↘19 083 | ↘18 902 |
| 2013    | 2014    | 2015    | 2016    | 2017    | 2018    | 2019    | 2020    | 2021    |
| ↗18 934 | ↘18 921 | ↘18 847 | ↘18 756 | ↘18 562 | ↘18 412 | ↘18 280 | ↘18 094 | ↗19 289 |
| 2024    |         |         |         |         |         |         |         |         |
| ↘18 886 |         |         |         |         |         |         |         |         |

По данным переписи 2002 года на территории района проживало 21384 человека, переписи 2010 года — 19100 человек, между переписями население района сократилось на 11,96 %. Из общего населения района 34,63 % населения проживало в районном центре селе Шаркан. Средняя плотность населения — 13,6 чел./км². Район занимает 13-е место по численности населения и 9-е место по плотности среди муниципальных районов Удмуртии. На 1 января 2013 года, из 91 населённых пунктов района 3 не имели постоянного населения.
В 2011 году рождаемость составила 19,2 ‰, смертность — 15,3 ‰, естественный прирост населения — 3,9 ‰, при среднем по Удмуртии — 1,0 ‰. В 2011 году население района сократилось за счёт миграционной убыли (разницы между числом выбывших и прибывших на территорию района), которая составила 256 человек.

### Национальный состав
По результатам переписи 2020 года, среди населения района удмурты составляли 77,8 %, русские — 21,1 %.

## Административное деление
В Шарканский район как административно-территориальную единицу входят 15 сельсоветов. Сельсоветы (сельские администрации) одноимённы образованным в их границах сельским поселениям.
В муниципальный район входили 15 муниципальных образований со статусом сельских поселений.
| №  | Бывшее сельское поселение | Административный центр | Количество населённых пунктов | Население | Площадь, км2 |
| -- | ------------------------- | ---------------------- | ----------------------------- | --------- | ------------ |
| 1  | Бородулинское             | деревня Бородули       | 6                             | ↘621      | 99,22        |
| 2  | Быгинское                 | деревня Старые Быги    | 5                             | ↘1083     | 63,15        |
| 3  | Вортчинское               | деревня Вортчино       | 6                             | ↘799      | 66,44        |
| 4  | Заречно-Вишурское         | деревня Заречный Вишур | 3                             | ↘620      | 57,72        |
| 5  | Зюзинское                 | село Зюзино            | 11                            | ↘687      | 121,60       |
| 6  | Карсашурское              | деревня Карсашур       | 5                             | ↘719      | 51,38        |
| 7  | Кыквинское                | деревня Кыква          | 6                             | ↘541      | 83,27        |
| 8  | Ляльшурское               | деревня Ляльшур        | 4                             | ↘854      | 50,86        |
| 9  | Мишкинское                | село Мишкино           | 5                             | ↗1008     | 73,10        |
| 10 | Мувырское                 | деревня Мувыр          | 8                             | ↘696      | 92,83        |
| 11 | Нижнекиварское            | деревня Нижние Кивары  | 3                             | ↘472      | 34,64        |
| 12 | Порозовское               | деревня Порозово       | 10                            | ↘997      | 66,57        |
| 13 | Сосновское                | село Сосновка          | 5                             | ↘768      | 46,82        |
| 14 | Сюрсовайское              | село Сюрсовай          | 3                             | ↘328      | 76,13        |
| 15 | Шарканское                | село Шаркан            | 11                            | ↗8453     | 120,55       |

### Населённые пункты
В Шарканский район входит 91 населённый пункт.
| №  | Населённый пункт | Тип     | Население | Бывшее сельское поселение |
| -- | ---------------- | ------- | --------- | ------------------------- |
| 1  | Арланово         | деревня | ↘44       | Ляльшурское               |
| 2  | Бадьярово        | деревня | ↘125      | Вортчинское               |
| 3  | Байкей           | деревня | ↘110      | Зюзинское                 |
| 4  | Бакино           | деревня | ↗16       | Шарканское                |
| 5  | Бегенвыль        | починок | ↗12       | Зюзинское                 |
| 6  | Бередь           | деревня | ↗83       | Сюрсовайское              |
| 7  | Бисул Кучес      | деревня | →74       | Вортчинское               |
| 8  | Богданово        | деревня | ↗9        | Зюзинское                 |
| 9  | Большой Билиб    | деревня | ↘54       | Шарканское                |
| 10 | Бородули         | деревня | ↘241      | Бородулинское             |
| 11 | Верхние Кивары   | деревня | ↘236      | Нижнекиварское            |
| 12 | Верхний Казес    | деревня | →0        | Быгинское                 |
| 13 | Вортчино         | деревня | ↘302      | Вортчинское               |
| 14 | Восток           | починок | ↗2        | Быгинское                 |
| 15 | Гондырвай        | деревня | ↘180      | Карсашурское              |
| 16 | Гырдымово        | деревня | ↘3        | Зюзинское                 |
| 17 | Дырдашур         | деревня | →67       | Зюзинское                 |
| 18 | Дэдэ             | починок | ↘29       | Мишкинское                |
| 19 | Дэмен            | починок | ↘35       | Сосновское                |
| 20 | Заречный Вишур   | деревня | →376      | Заречно-Вишурское         |
| 21 | Зюзино           | село    | ↘486      | Зюзинское                 |
| 22 | Ивановка         | деревня | ↗82       | Порозовское               |
| 23 | Кайсегурт        | деревня | →0        | Мувырское                 |
| 24 | Карсашур         | деревня | ↘342      | Карсашурское              |
| 25 | Кельдыш          | деревня | →295      | Бородулинское             |
| 26 | Кесшур           | деревня | ↘131      | Вортчинское               |
| 27 | Кипун            | деревня | ↗495      | Шарканское                |
| 28 | Ключи            | деревня | →0        | Кыквинское                |
| 29 | Козино           | деревня | ↘184      | Порозовское               |
| 30 | Кочни            | деревня | ↘38       | Бородулинское             |
| 31 | Кулак-Кучес      | деревня | →113      | Вортчинское               |
| 32 | Куликово         | деревня | ↘4        | Карсашурское              |
| 33 | Куреггурт        | деревня | ↗35       | Шарканское                |
| 34 | Кушто-Ключ       | деревня | ↘38       | Заречно-Вишурское         |
| 35 | Кыква            | деревня | →412      | Кыквинское                |
| 36 | Липовка          | деревня | ↗22       | Сосновское                |
| 37 | Липовка          | починок | ↗34       | Порозовское               |
| 38 | Луговая          | деревня | ↗23       | Порозовское               |
| 39 | Лып-Селяны       | деревня | ↘98       | Бородулинское             |
| 40 | Ляльшур          | деревня | ↘394      | Ляльшурское               |
| 41 | Малая Ита        | деревня | →73       | Бородулинское             |
| 42 | Малиновка        | деревня | ↘24       | Карсашурское              |
| 43 | Малиновка        | починок | →12       | Мишкинское                |
| 44 | Малый Билиб      | деревня | →84       | Шарканское                |
| 45 | Малый Казес      | деревня | ↗159      | Мишкинское                |
| 46 | Мишкино          | село    | ↗772      | Мишкинское                |
| 47 | Мочище           | починок | ↗14       | Порозовское               |
| 48 | Мувыр            | деревня | ↗328      | Мувырское                 |
| 49 | Мукабан          | деревня | ↘75       | Бородулинское             |
| 50 | Мукабан          | починок | →4        | Шарканское                |
| 51 | Нижнее Корякино  | деревня | ↘54       | Мувырское                 |
| 52 | Нижнее Суроново  | починок | →8        | Мувырское                 |
| 53 | Нижние Быги      | деревня | ↗172      | Быгинское                 |
| 54 | Нижние Кивары    | деревня | →281      | Нижнекиварское            |
| 55 | Нижний Казес     | деревня | ↗274      | Быгинское                 |
| 56 | Нижний Тылой     | деревня | ↘69       | Мувырское                 |
| 57 | Новый Пашур      | деревня | ↗94       | Мувырское                 |
| 58 | Нырошур          | деревня | ↘79       | Сосновское                |
| 59 | Пасека           | починок | ↗9        | Порозовское               |
| 60 | Пашур-Вишур      | деревня | →419      | Ляльшурское               |
| 61 | Петуньки         | деревня | ↘228      | Заречно-Вишурское         |
| 62 | Петухи           | починок | ↗10       | Зюзинское                 |
| 63 | Пислегово        | деревня | ↘56       | Кыквинское                |
| 64 | Порозово         | деревня | ↗583      | Порозовское               |
| 65 | Пужьегурт        | деревня | →4        | Шарканское                |
| 66 | Пустополье       | деревня | →30       | Нижнекиварское            |
| 67 | Сильво           | деревня | ↗95       | Порозовское               |
| 68 | Сильшур          | деревня | →49       | Зюзинское                 |
| 69 | Сильшур          | починок | →21       | Сюрсовайское              |
| 70 | Собино           | деревня | ↗42       | Порозовское               |
| 71 | Собинский        | починок | ↘10       | Порозовское               |
| 72 | Сосновка         | село    | ↗669      | Сосновское                |
| 73 | Старое Ягино     | деревня | ↘115      | Кыквинское                |
| 74 | Старые Быги      | деревня | ↘634      | Быгинское                 |
| 75 | Старый Байбек    | деревня | →55       | Кыквинское                |
| 76 | Старый Пашур     | деревня | ↗68       | Мувырское                 |
| 77 | Суроново         | деревня | ↘142      | Мувырское                 |
| 78 | Суроны           | деревня | →29       | Зюзинское                 |
| 79 | Сушково          | деревня | ↗38       | Шарканское                |
| 80 | Сюрсовай         | село    | ↘305      | Сюрсовайское              |
| 81 | Табанево         | деревня | ↘70       | Сосновское                |
| 82 | Титово           | деревня | →199      | Шарканское                |
| 83 | Тыловыл          | деревня | ↗133      | Вортчинское               |
| 84 | Удмуртские Альцы | деревня | →59       | Кыквинское                |
| 85 | Усково           | деревня | ↘32       | Зюзинское                 |
| 86 | Чужегово         | деревня | ↘230      | Карсашурское              |
| 87 | Шаркан           | село    | ↗7417     | Шарканское                |
| 88 | Шегъянский       | починок | →3        | Мишкинское                |
| 89 | Шляпино          | деревня | ↗23       | Ляльшурское               |
| 90 | Шонер            | деревня | ↘123      | Шарканское                |
| 91 | Ягвайдур         | деревня | ↘96       | Зюзинское                 |

Упразднённые населённые пункты
- 2004 год — деревни Богданово (Сюрсовайский сельсовет), Бутолино, Избушка, Исько, Верхняя Сюрзя[35].

## Местное самоуправление
Государственная власть в районе осуществляется на основании Устава, структуру органов местного самоуправления муниципального района составляют:
1. Районный Совет депутатов — представительный орган местного самоуправления, в составе 33 депутата, избирается каждые 5 лет.
2. Глава муниципального образования — высшее должностное лицо района, избирается Советом из своего состава и возглавляет Администрацию муниципального образования. Должность Главы района замещает Муклин Василий Геннадьевич.
3. Администрация муниципального образования — исполнительно-распорядительный орган муниципального района.

Символика района
Официальными символами муниципального района являются герб и флаг, отражающие исторические, культурные, национальные и иные местные традиции и особенности. Порядок официального использования герба и флага муниципального района устанавливается решением районного Совета депутатов.
Бюджет района
Исполнение консолидированного бюджета района за 2009 год:
- Доходы — 407,3 миллионов рублей, в том числе собственные доходы — 36,0 миллионов рублей (8,8 % доходов).
- Расходы — 469,9 миллионов рублей. Основные статьи расходов: ЖКХ — 38,6 миллионов рублей, образование — 218,1 миллионов рублей, культура — 24,0 миллионов рублей, здравоохранение — 63,3 миллионов рублей, социальная политика — 21,8 миллионов рублей.

## Социальная инфраструктура
Система образования района включает 28 школ, в том числе 12 средних, 23 детских сада и Профессиональное училище № 40. К учреждениям дополнительного образования относятся: музыкальная школа, специализированная детско-юношеская спортивная школа олимпийского резерва и центр детского творчества. Медицинскую помощь населению оказывают 3 больницы (центральная районная и 2 участковые в Сосновке и Зюзино) и 42 фельдшерско-акушерских пункта. Также в районе действуют 33 дома культуры и клубных учреждения, 20 библиотек, «Шарканская специальная (коррекционная) школа-интернат для детей с отклонениями в развитии» комплексный центр социального обслуживания населения и музей.

## Экономика
- ЗАО «Шаркан-трикотаж»
- Сельскохозяйственное производство
- деревообработка
- льнозавод

## Персоналии
- Ярославцев, Александр Егорович — Герой Советского Союза
- Степанов, Иван Фёдорович — Герой Советского Союза
- Широбоков, Степан Павлович — народный поэт Удмуртии
- Бутолин, Андрей Сергеевич — министр просвещения Удмуртской АССР